# Kuse
Die Kuse oder Breschmesser ist eine europäische, mittelalterliche Stangenwaffe, die der Guisarme, Glefe und der japanischen Naginata ähnelt. Von der Glefe unterscheidet sie sich jedoch durch den fehlenden Dorn auf der Klingenrückseite.

## Geschichte
Der Name Kuse ist vom polnischen Kosa (Sense) abgeleitet und mit dem französischen Wort couteau (Messer) verwandt. Die ersten, noch sehr groben Formen der Kuse treten bereits im 14. Jahrhundert in der Schweiz auf. Zu Beginn des 15. Jahrhunderts findet sie sich in Frankreich wieder. Sie wurde nach der Schlacht von St. Jacob so beliebt, dass die Schweizer am Königshof damit ausgerüstet wurden.
Im 16. Jahrhundert wurde die Kuse auch in Spanien die Waffe der Leibgarde Philipps I. von Kastilien. Seit dieser Zeit erscheinen sie an den habsburgischen und mehreren anderen deutschen Höfen. Die Hofjagd- und Rüstkammer in Wien bewahrt Kusen auf, die aus der Zeit von Ferdinand I. bis Joseph II. stammen. Letzterer war der letzte Kaiser, an dessen Hof Kusen getragen wurden; die bayerischen Hartschiere haben die Kuse jedoch noch bis zum Ende der Monarchie im 20. Jahrhundert in Galaausführung getragen.
Die modernere Form der Kuse entstand im 17. Jahrhundert am polnischen Königshof und wurde von polnischen Verbänden im 18. Jahrhundert während der Aufstände (Kościuszko-Aufstand) nach der Teilung Polens eingesetzt.

## Beschreibung
Die Kuse besitzt eine messerförmige Klinge, die mittels einer Tülle (Dille) auf dem Schaft montiert und mit langen Schaftfedern (zwei flachen Metallleisten mit Schraub- oder Nietlöchern) am Schaft befestigt wird. In einzelnen Fällen befindet sich am Schaft unterhalb der Dille eine Metallscheibe zum Schutz der Hand. Oft wurde auf dem Klingenrücken ein Parierhaken angebracht, der zur Abwehr von Schwerthieben gedacht war. An der Form der Kuse ist zu ersehen, dass sie für den Hieb und weniger zum Stich geeignet ist.
Oft erreicht ihre Schaftlänge, wie bei der Glefe, eine Länge von bis zu 2,50 Metern. Diese ungewöhnliche Länge hat keinen Kampfzweck. Die durchschnittliche Länge betrug etwa 146 Zentimeter.

## Verwendung
Die Kuse war darauf ausgelegt, mit schweren Hieben die Harnische, vornehmlich den Lentner, zu durchdringen. Eventuell wurde sie auch zur Abwehr gegnerischer Reiter eingesetzt.